# Stockton (New Jersey)
Pour les articles homonymes, voir Stockton.
Stockton est une municipalité américaine située dans le comté de Hunterdon au New Jersey.

## Géographie
Stockton est située dans la vallée du Delaware, qui borde le bourg. Stockton est entourée par le township de Delaware et se trouve face à la Pennsylvanie, de l'autre côté du fleuve.
La municipalité s'étend sur 0,61 mille carré (1,58 km2) dont 0,08 mille carré (0,21 km2) d'étendues d'eau.
|  | Delaware Township                |                   |
|  | Stockton                         | Delaware Township |
|  | Solebury Township (Pennsylvanie) |                   |

## Histoire
La localité est d'abord connue sous le Reading Ferry et Howell's Ferry, en raison de sa situation sur le Delaware. Elle adopte son nom actuel en 1851, lors de la création de son bureau de poste. Elle doit son nom à la famille Stockton, dont Richard Stockton est l'illustre représentant. Stockton devient un borough indépendant du township de Delaware le 14 avril 1898.
Le quartier de Prallsville, situé sur le Delaware and Raritan Canal (en) à l'écart du centre du borough, est inscrit au Registre national des lieux historiques. Fondé au XVIIIe siècle autour de John Prall, il constitue un bon exemple de village industriel de cette époque.
L'école no 98 de Stockton, construite à partir de 1872 par James Bird dans un style gothique, figure également sur le registre. Elle est la plus ancienne école encore en activité du New Jersey. Un autre monument local est le Stockton Inn, une auberge construite en 1710, d'abord comme une maison particulière. Elle devient une taverne en 1796, sous le nom de Colligan's Inn. À partir des années 1920, de nombreux artistes et célébrités fréquentent l'auberge (dont F. Scott Fitzgerald, Clark Gable, Helen Hayes, Jacqueline Kennedy-Onassis),. Elle aurait inspiré la chanson There's a Small Hotel de la comédie musicale On Your Toes,,. L'auberge prend son nom actuel dans les années 1980,.

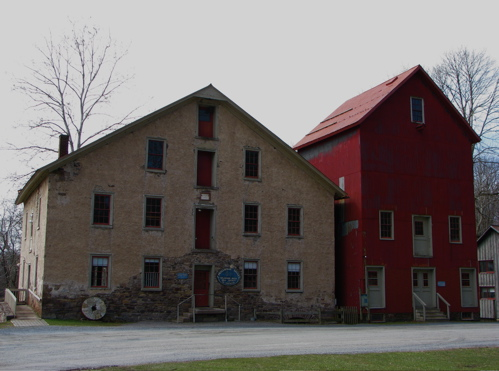
Prallsville.
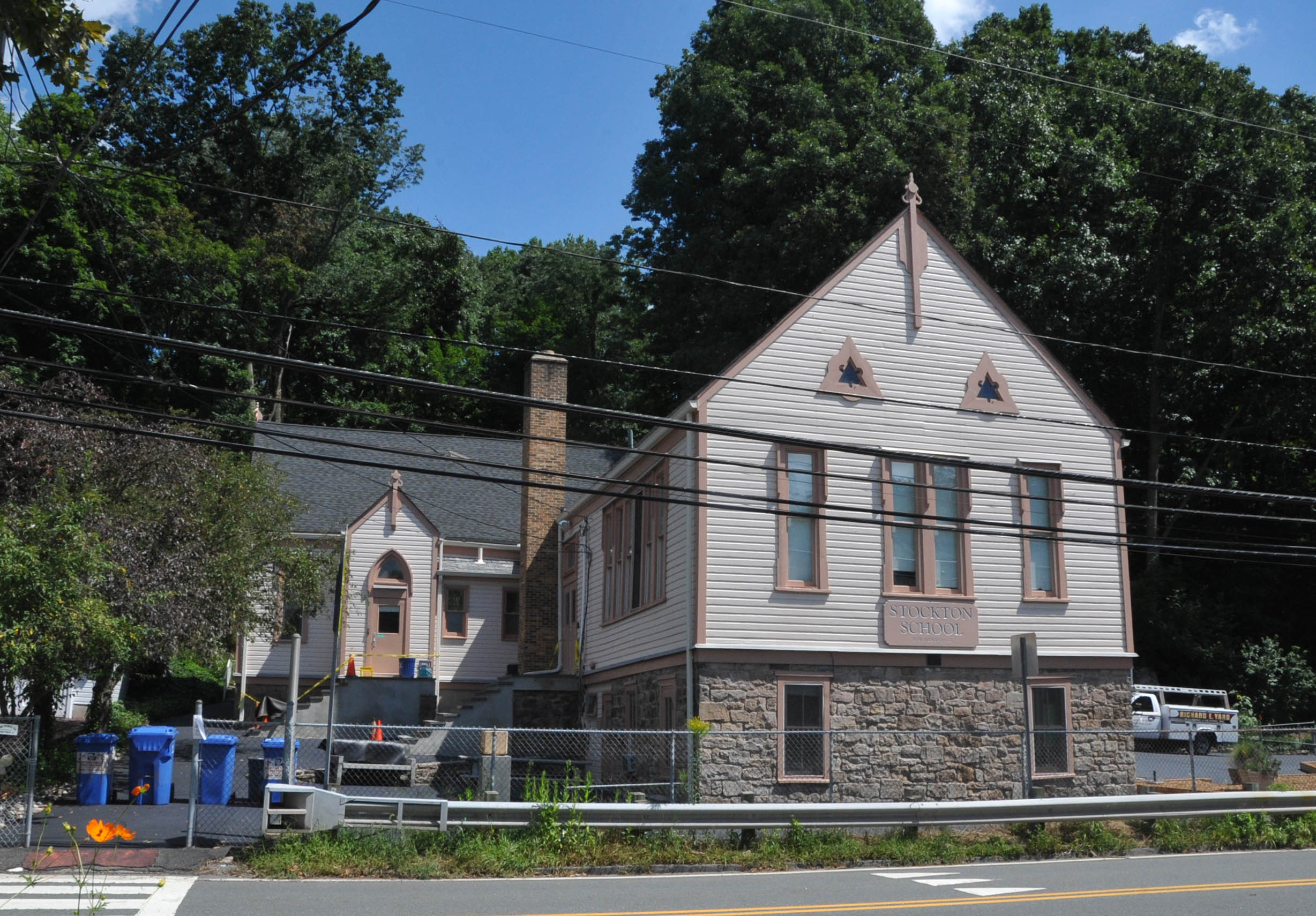
L'école no 98.
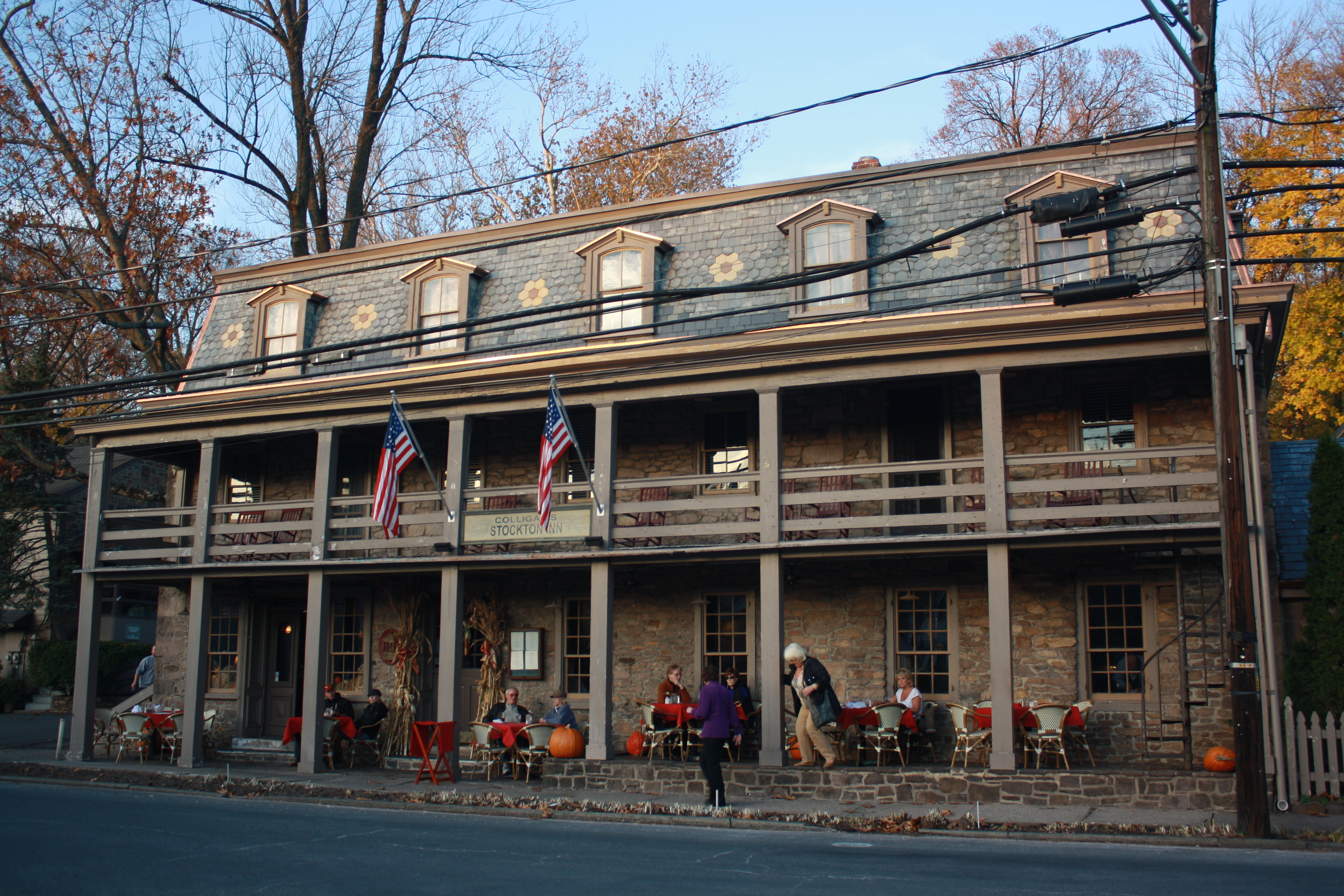
Le Stockton Inn.

## Démographie
Lors du recensement de 2010, la population de Stockton est de 538 habitants.